# North Esk (dopływ Esk)
North Esk (ang. River North Esk) – rzeka w południowo-wschodniej Szkocji, na terenie hrabstwa Midlothian, w początkowym biegu wyznaczająca fragment granicy z hrabstwem Scottish Borders, jedna z dwóch rzek źródłowych rzeki Esk (obok South Esk).
Rzeka wypływa ze zbiornika zaporowego North Esk Reservoir, na wysokości 340–345 m n.p.m., na terenie pasma wzgórz Pentland Hills. Płynie przeważająco w kierunku północno-wschodnim. Przepływa przez miasta Penicuik, Bonnyrigg i Dalkeith. Około 1,5 km na północ od tego ostatniego łączy się z South Esk, dając początek rzece Esk, uchodzącej kilka kilometrów dalej do zatoki Firth of Forth.
Nad rzeką ulokowane zostały zamki Roslin, Hawthorden i Melville.